# Blakea
Blakea är ett släkte av tvåhjärtbladiga växter. Blakea ingår i familjen Melastomataceae.

## Bildgalleri

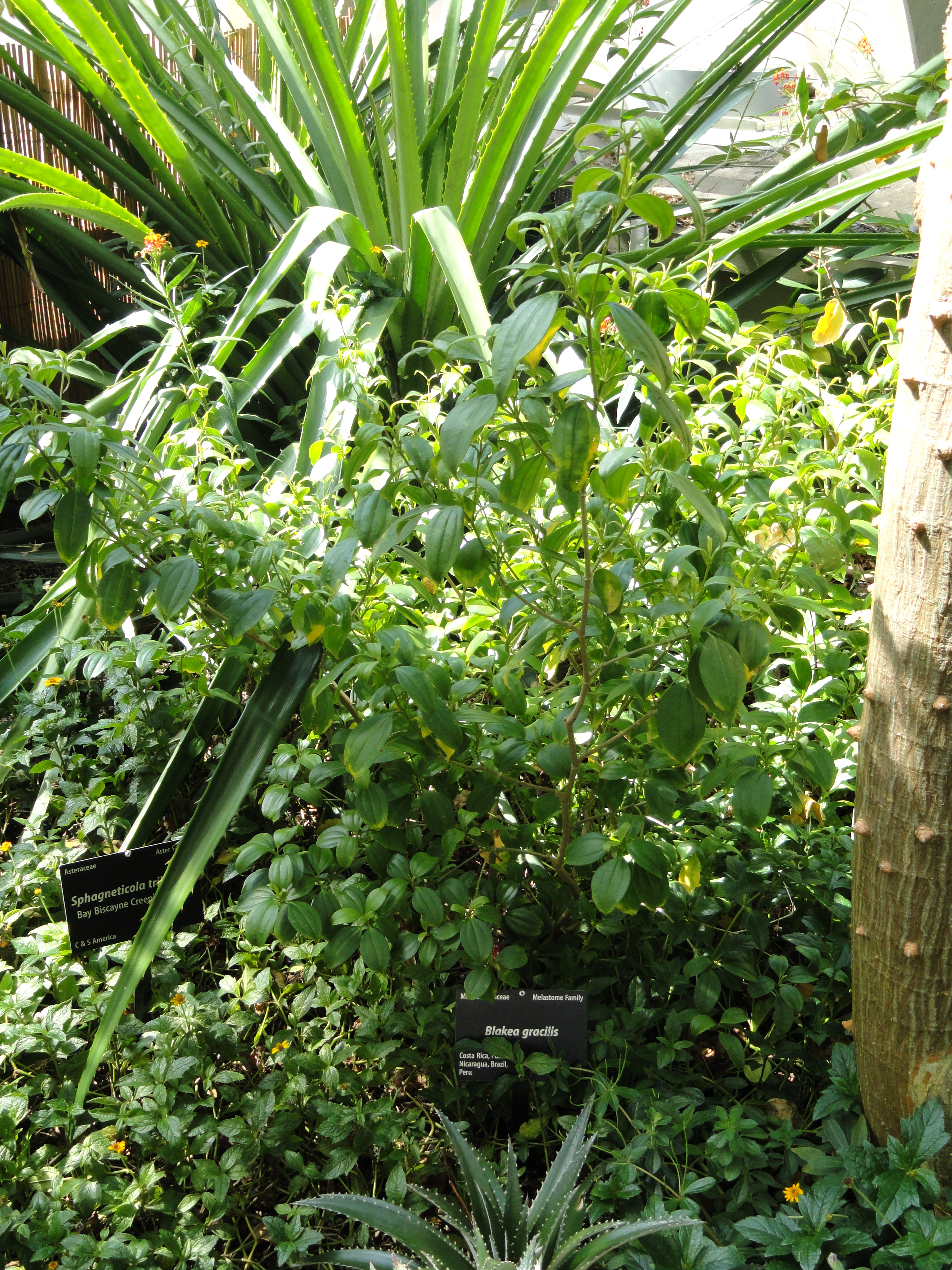
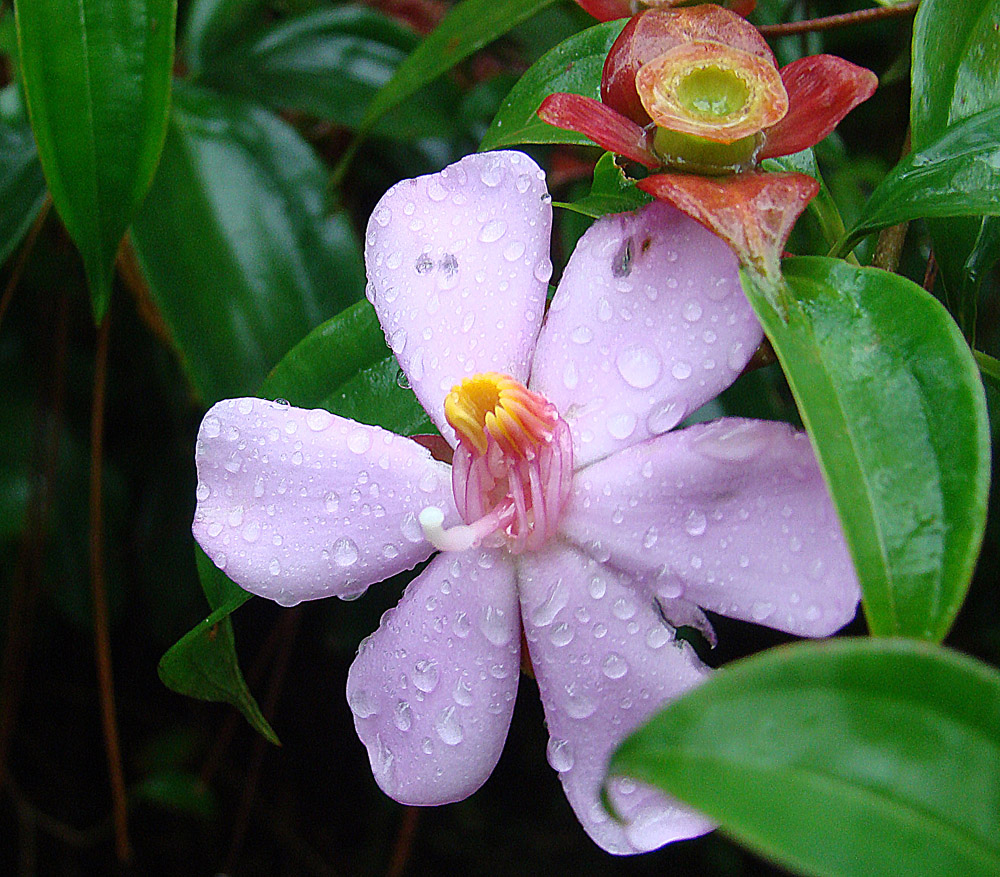
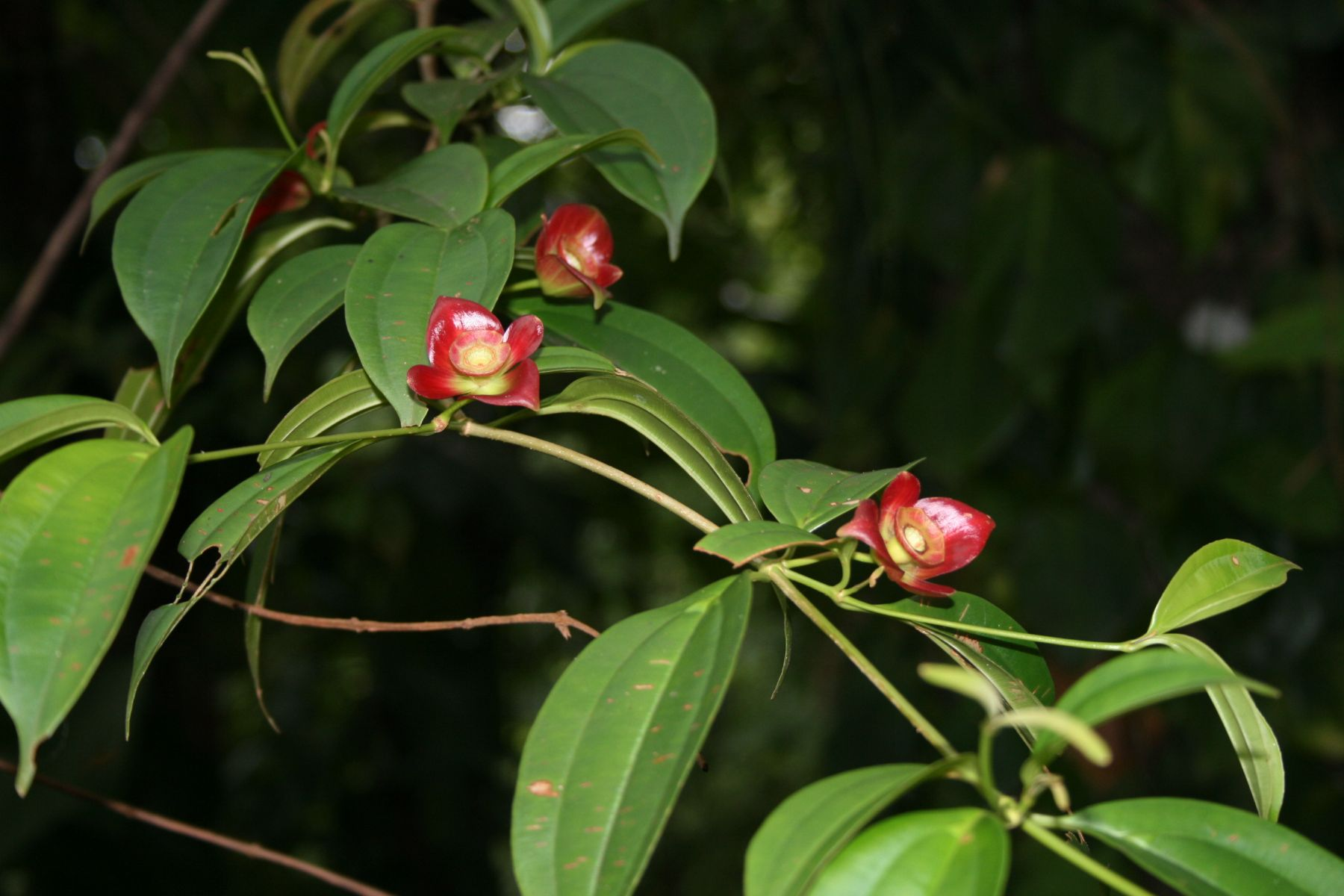

## Dottertaxa tillBlakea, i alfabetisk ordning[1]
- Blakea acostae
- Blakea allotricha
- Blakea alternifolia
- Blakea amabilis
- Blakea andreana
- Blakea anomala
- Blakea argentea
- Blakea attenboroughii
- Blakea austin-smithii
- Blakea bracteata
- Blakea brasiliensis
- Blakea brunnea
- Blakea calycosa
- Blakea calyptrata
- Blakea campii
- Blakea chlorantha
- Blakea ciliata
- Blakea clusiifolia
- Blakea coloradensis
- Blakea costaricensis
- Blakea crinita
- Blakea cuatrecasii
- Blakea cuneata
- Blakea darcyana
- Blakea elliptica
- Blakea eriocalyx
- Blakea fasciculata
- Blakea fissicalyx
- Blakea florifera
- Blakea foliacea
- Blakea formicaria
- Blakea fuchsioides
- Blakea glabrescens
- Blakea glandulosa
- Blakea gracilis
- Blakea granatensis
- Blakea grandiflora
- Blakea gregii
- Blakea grisebachii
- Blakea guatemalensis
- Blakea hammelii
- Blakea harlingii
- Blakea herrerae
- Blakea hispida
- Blakea holtonii
- Blakea hydraeformis
- Blakea involvens
- Blakea jativae
- Blakea laevigata
- Blakea lanuginosa
- Blakea latifolia
- Blakea lindeniana
- Blakea litoralis
- Blakea longibracteata
- Blakea longipes
- Blakea madisonii
- Blakea megaphylla
- Blakea mexiae
- Blakea monticola
- Blakea multiflora
- Blakea nodosa
- Blakea oldemanii
- Blakea orientalis
- Blakea ovalis
- Blakea paleacea
- Blakea paludosa
- Blakea parasitica
- Blakea pauciflora
- Blakea penduliflora
- Blakea perforata
- Blakea pichinchensis
- Blakea pilosa
- Blakea platypoda
- Blakea podagrica
- Blakea polyantha
- Blakea portentosa
- Blakea princeps
- Blakea punctulata
- Blakea purpusii
- Blakea pyxidanthus
- Blakea quadrangularis
- Blakea repens
- Blakea rosea
- Blakea rostrata
- Blakea rotundifolia
- Blakea sawadae
- Blakea scarlatina
- Blakea schlimii
- Blakea schultzei
- Blakea spruceana
- Blakea squamigera
- Blakea standleyana
- Blakea stellaris
- Blakea stipulacea
- Blakea storkii
- Blakea subconnata
- Blakea subpanduriformis
- Blakea subvaginata
- Blakea tapantiana
- Blakea trinervia
- Blakea truncata
- Blakea tuberculata
- Blakea urbaniana
- Blakea vallensis
- Blakea venusta
- Blakea wilburiana
- Blakea villosa
- Blakea wilsoniorum